# FC Ballkani
Football Club Ballkani (albaneză Klubi Futbollistik Ballkani), cunoscut sub numele de Ballkani, este un club de fotbal profesionist din Suhareka, Kosovo. Clubul joacă în Superliga de Fotbal din Kosovo, care este cel mai înalt nivel al fotbalului din țară.
Pe 25 august 2022, după o victorie asupra lui Shkupi din Macedonia de Nord, Ballkani a făcut istorie calificându-se în faza grupelor din Europa Conference League, devenind prima echipă din Kosovo care ajunge în faza grupelor unei competiții UEFA de cluburi.

## Istoric
Clubul a fost înființat în 1947 sub numele de Rinia de către unii sportivi al căror scop era să participe la diferite competiții și turnee care se organizau la acea vreme. În 1952, clubul a fost înregistrat și a început să concureze în campionate oficiale. În 1965, și-a schimbat numele din KF Rinia în KF Ballkani, după ce Industria chimică și a cauciucului Suva Reka a preluat proprietatea clubului.
Clubul a urcat progresiv în sistemul ligii iugoslave, ajungând în Liga Provincială Kosovo în sezonul 1973–74. Au retrogradat, dar s-au întors în 1977 și au rămas în ligă până în anii 1990. Ballkani a fost unul dintre primele cluburi din Kosovo care a părăsit sistemul de ligă administrat de Asociația de Fotbal din Iugoslavia și a jucat în schimb în Prima Ligă paralelă a Kosovo, nerecunoscută oficial, până în 2000.
În liga organizată de Federația de Fotbal din Kosovo, Ballkani a jucat primul său meci împotriva Liriei la Studençan. La nivelurile de tineret ale Ballkani, mulți jucători marcanți de la Suva Reka și-au început cariera, precum Ali Elshani, Arsim Llapatinca, Avni Bytyçi, Bekim Suka, Dervish Shala, Esheref Berisha, Fillim Guraziu, Gafurr Kabashi, Hajrush Berisha, Hevzi Shalaj, Isuf. Asllanaj, Isuf Kolgeci, Lulzim Kolgeci, Musli Bylykbashi, Naser Berisha, Nexhat Elshani, Osman Ramadani, Rexhep Kuçi, Salih Hoxha, Urim Bylykbashi, Visar Berisha și mulți alții care au adus o contribuție valoroasă la afirmarea fotbalului, precum și a altor valori umane iar unii își mai dau contribuția pe terenurile de fotbal ca manageri și în diverse posturi sportive.

## Stadion
Clubul își joacă meciurile de acasă pe stadionul Suva Reka City (albaneză Stadiumi i Qytetit të Suharekës) este un stadion polivalent din Suva Reka, Kosovo. Stadionul are o capacitate de 1.500 de persoane cu toate locurile pe scaun. Totuși, pentru campania europeană inaugurală, meciurile de acasă s-au jucat la Priștina, pe Stadionul Național, întrucât Stadionul Suva Reka City nu a îndeplinit cerințele UEFA.

## Palmares

### Intern
- Superliga e Kosovës
  - Câștigătoare (2): 2021–22, 2022-23

## Personal
La 19 ianuarie 2021. 
| Personal tehnic actual                 | Personal tehnic actual |
| Poziție                                | Nume                   |
| -------------------------------------- | ---------------------- |
| Antrenor                               | Ilir Daja              |
| Antrenori secunzi                      | Artim Položani         |
| Antrenori secunzi                      | Edon Gashi             |
| Antrenor de portari                    | Labinot Qosa           |
| Ofițer manager                         | Idriz Hajrizi          |
| Secretar                               | Arben Osmani           |
| Avocat                                 | Ismal Selimi           |
| Coordonator al școlii de fotbal        | Driton Mamaj           |
| Informatii - Marketing si ofițer media | Jetullah Kuqi          |
| Agent de securitate                    | Blerim Kuqi            |
| Scouteri                               | Ismet Maksutaj         |
| Scouteri                               | Astrit Bekteshi        |
| Personal medical                       |                        |
| Kinetoterapeut                         | Kastriot Llugagjiu     |
| Kinetoterapeut                         | Krenar Zenelaj         |
| Doctor                                 | Kastriot Llugaxhija    |
| Doctor                                 | Hadi Hasanaj           |
| Casier                                 | Arbenita Sejdaj        |
| Suport operațional                     | Lirim Lezi             |
| Personalul tehnic                      |                        |
| Kitmanager                             | Meriton Kryeziu        |
| Kitmanager                             | Ardi Kabashi           |
| Membrii Consiliului de administrație   |                        |
| Birou                                  | Nume                   |
| Președinte                             | Arsim Kabashi          |
| Vicepreședinte                         | Visar Maksutaj         |
| Director                               | Shyçeri Hoxha          |
| Director sportiv                       | Nderim Nexhipi         |

### Lista istorică a antrenorilor
- Bekim Shotani (Feb 2018–2 Sep 2018)[3]
- Sami Sermaxhaj (6 Sep 2018–14 Apr 2019)[4]
- Gani Sejdiu (16 Apr 2019–Iun 2019)[5]
- Ismet Munishi⁠(d) (8 Iun 2019–Decembrie 2020)[6]

## Ballkani în Europa

### Meciuri
| Sezon   | Competiție                    | Rundă | Adversar     | Acasă | Deplasare | Gen.         |
| ------- | ----------------------------- | ----- | ------------ | ----- | --------- | ------------ |
| 2022–23 | Liga Campionilor UEFA         | T1    | Žalgiris     | 1–1   | 0–1 ( )   | 1–2          |
| 2022–23 | UEFA Europa Conference League | T2    | La Fiorita   | 6–0   | 4–0       | 10–0         |
| 2022–23 | UEFA Europa Conference League | T3    | KÍ           | 3–2   | 1–2 ( )   | 4–4 (4–3 p ) |
| 2022–23 | UEFA Europa Conference League | PO    | Shkupi⁠(d)    | 1–0   | 2–1       | 3–1          |
| 2022–23 | UEFA Europa Conference League | FG    | Slavia Praga | 0–1   | 2–3       | Locul 4      |
| 2022–23 | UEFA Europa Conference League | FG    | CFR Cluj     | 1–1   | TBD       | Locul 4      |
| 2022–23 | UEFA Europa Conference League | FG    | Sivasspor    | 1–2   | 4–3       | Locul 4      |